# Capi delle Rappresentanze Permanenti presso l'Unione Europea
I  Rappresentanti Permanenti, che sono alla guida delle Rappresentanze Permanenti degli Stati membri dell’UE dei loro rispettivi Stati di appartenenza, hanno il rango di Ambasciatore. Tra le loro responsabilità c’è anche quella di riunirsi nel Comitato dei Rappresentanti Permanenti, il COREPER II, un organo che esamina in via preliminare i dossier all’ordine del giorno del Consiglio europeo e del Consiglio dell’UE e cerca di trovare un accordo sulle proposte presentate dalla Commissione europea. Nello specifico, il COREPER II prepara le riunioni del Consiglio nelle seguenti formazioni:
- Consiglio europeo
- Affari esteri
- Affari generali
- Affari economici e finanziari
- Giustizia e Affari Interni

## I Rappresentanti Permanenti degli Stati membri dell'UE[2]
| Nome                      | Nazione     |  |
| ------------------------- | ----------- |  |
| Nikolaus Marschik         | Austria     |  |
| François Roux             | Belgio      |  |
| Dimiter Tzantchev         | Bulgaria    |  |
| Nicholas Emiliou          | Cipro       |  |
| Mato Škrabalo             | Croazia     |  |
| Kim Jørgensen             | Danimarca   |  |
| Kaja Tael                 | Estonia     |  |
| Marja Rislakki            | Finlandia   |  |
| Philippe Léglise-Costa    | Francia     |  |
| Michael Clauss            | Germania    |  |
| Andreas Papastavrou       | Grecia      |  |
| Declan Kelleher           | Irlanda     |  |
| Maurizio Massari          | Italia      |  |
| Sanita Pavļuta-Deslandes  | Lettonia    |  |
| Jovita Neliupšienė        | Lituania    |  |
| Georges Friden            | Lussemburgo |  |
| Daniel Azzopardi          | Malta       |  |
| Robert De Groot           | Paesi Bassi |  |
| Andrzej Sadoś             | Polonia     |  |
| Nuno Brito                | Portogallo  |  |
| Tim Barrow                | Regno Unito |  |
| Jakub Dürr                | Rep. Ceca   |  |
| Luminiţa Teodora Odobescu | Romania     |  |
| Peter Javorčik            | Slovacchia  |  |
| Janez Lenarčič            | Slovenia    |  |
| Pablo García-Berdoy       | Spagna      |  |
| Lars Danielsson           | Svezia      |  |
| Olivér Várhelyi           | Ungheria    |  |